# Buccinum belcheri
Buccinum belcheri is een soort in de klasse van de Gastropoda (Slakken).
Het dier komt uit het geslacht Buccinum en behoort tot de familie Buccinidae. Buccinum belcheri werd in 1845 beschreven door Lovell Augustus Reeve.